# 472年
| 千纪： | 1千纪                                                                                           |
| 世纪： | 4世纪 \| 5世纪 \| 6世纪                                                                         |
| 年代： | 440年代 \| 450年代 \| 460年代 \| 470年代 \| 480年代 \| 490年代 \| 500年代                       |
| 年份： | 467年 \| 468年 \| 469年 \| 470年 \| 471年 \| 472年 \| 473年 \| 474年 \| 475年 \| 476年 \| 477年 |
| 纪年： | 壬子年（鼠年）；北魏延兴二年；南朝宋泰豫元年；柔然永康九年；高句丽建兴元年                      |

## 大事记
- 宋明帝劉彧死，太子劉昱繼立，是為宋後廢帝，遺詔命蔡興宗、袁粲、褚淵、劉勔、沈攸之五人託孤顧命大臣

## 逝世
- 5月10日——宋明帝劉彧，南朝宋第七任皇帝。